# Oyhercq (Pyrénées-Atlantiques)
Pour les articles homonymes, voir Oyhercq.
Oyhercq est une ancienne commune française du département des Pyrénées-Atlantiques. Le 13 juin 1842, la commune fusionne avec Lohitzun pour former la nouvelle commune de Lohitzun-Oyhercq.

## Géographie
Oyherq fait partie de la province basque de Soule.

## Toponymie
Son nom basque est Oihergi. Jean-Baptiste Orpustan indique qu'Oyhercq signifie 'lieu de forêt' ou 'haut de forêt'.
Le toponyme Oyhercq apparaît sous les formes 
Oyherc (1479, contrats d'Ohix),  
Hoyercq (1690), 
Oyherq (1793 ou an II) et 
Oybereq (1801, Bulletin des lois).

## Démographie
| 1793 | 1800 | 1806 | 1821 | 1831 | 1836 |
| ---- | ---- | ---- | ---- | ---- | ---- |
| 173  | 162  | 174  | 191  | 163  | 181  |

## Pour approfondir